# Partia Republikanie
De Partij de Republikeinen (Pools: Partia Republikanie) was een conservatieve Poolse politieke partij van 1994 tot 1998, die geënt was op de Amerikaanse Republikeinse Partij.
De partij ontstond in de herfst van 1994 als een afsplitsing van het Partijloos Blok voor Steun aan de Hervormingen (BBWR), een op instigatie van president Wałęsa opgerichte partij die dienst had moeten doen als een groot presidentieel blok, maar bij de parlementsverkiezingen van 1993 uiteindelijk slechts 16 zetels had behaald. Naarmate Wałęsa meer afstand nam tot de BBWR, viel deze in toenemende mate aan desintegratie ten prooi. De Republikeinen vormden een eigen, vijf leden tellende fractie in de Sejm. Leider van de partij werd Zbigniew Religa, die kort daarvoor nog leider van de BBWR was geweest. In januari 1996 werd Religa als partijvoorzitter opgevolgd door Jerzy Eysymontt, ooit medeoprichter van de Centrumalliantie en minister in de kabinetten van Jan Krzysztof Bielecki en Jan Olszewski. 
In 1997 namen de Republikeinen op een gemeenschappelijke lijst met de Unie voor Reële Politiek (UPR) deel aan de parlementsverkiezingen, maar deze kwam met 2,03% van de stemmen niet over de kiesdrempel. In 1998 ging de partij op in de Conservatieve Volkspartij (SKL).